# Olympique Lyonnais 1959-1960
Questa voce raccoglie le informazioni riguardanti l'Olympique Lyonnais nelle competizioni ufficiali della stagione 1959-1960.

## Maglie
Vennero utilizzate le divise introdotte nella stagione 1957-1958.
| Manica sinistra · Maglietta · Maglietta · Manica destra · Pantaloncini · Calzettoni |

## Rosa
| N. |                    | Ruolo | Calciatore          |
| -- | ------------------ | ----- | ------------------- |
|    | Francia (bandiera) | P     | Pascal Beetschen    |
|    | Francia (bandiera) | P     | Claude Hugues       |
|    | Francia (bandiera) | P     | Elefterios Manolios |
|    | Francia (bandiera) | D     | Jean Djorkaeff      |
|    | Francia (bandiera) | D     | Raymond Dutto       |
|    | Francia (bandiera) | D     | Raymond Gardon      |
|    | Francia (bandiera) | D     | Milan Grobarcik     |
|    | Francia (bandiera) | D     | Aimé Mignot         |
|    | Francia (bandiera) | D     | Jules Sbroglia      |
|    | Spagna (bandiera)  | D     | Jaime Solas         |
|    | Francia (bandiera) | C     | Michel Bossy        |
|    | Francia (bandiera) | C     | Antoine Dalla Cieca |

| N. |                      | Ruolo | Calciatore         |
| -- | -------------------- | ----- | ------------------ |
|    | Francia (bandiera)   | C     | Marcel Le Borgne   |
|    | Francia (bandiera)   | C     | Camille Ninel      |
|    | Francia (bandiera)   | A     | Émile Antonio      |
|    | Francia (bandiera)   | A     | Nestor Combin      |
|    | Francia (bandiera)   | A     | Émile Daniel       |
|    | Francia (bandiera)   | A     | Fernand Devlaminck |
|    | Francia (bandiera)   | A     | Lucien Gardon      |
|    | Argentina (bandiera) | A     | Roberto Marteleur  |
|    | Francia (bandiera)   | A     | Eugène N'Jo Léa    |
|    | Francia (bandiera)   | A     | Jean-Louis Rivoire |
|    | Francia (bandiera)   | A     | Robert Salen       |